# Ercheng (köpinghuvudort i Kina, Hubei Sheng, lat 31,29, long 114,50)
Ercheng (kinesiska: 二程) är en köpinghuvudort i Kina. Den ligger i provinsen Hubei, i den centrala delen av landet, omkring 81 kilometer norr om provinshuvudstaden Wuhan. Antalet invånare är 39 658. Befolkningen består av 19 273 kvinnor och 20 385 män. Barn under 15 år utgör 13,0 %, vuxna 15-64 år 77 %, och äldre över 65 år 8,0 %.
Runt Ercheng är det tätbefolkat, med 383 invånare per kvadratkilometer. Närmaste större samhälle är Xinghua, 12,1 km öster om Ercheng. Trakten runt Ercheng består till största delen av jordbruksmark.
Genomsnittlig årsnederbörd är 1 531 millimeter. Den regnigaste månaden är juli, med i genomsnitt 270 mm nederbörd, och den torraste är december, med 19 mm nederbörd.